# Telegram en Irán
La cantidad de usuarios de Telegram en Irán fue de 50 millones en 2018, más de la mitad de la población censada en ese año. Dicho servicio de mensajería instantánea ocupa el 60% del ancho de banda de Internet de ese país.
Telegram (en persa: تلگرام, Telâgram) surgió después de las interrupciones causadas por el gobierno iraní en los servicios Viber y Line, alrededor de 2015. La seguridad fue la razón más importante que llevó a esta migración. Además, este servicio permitía intercambiar archivos de hasta 1 GB (desde 2020 se incrementó a 2 GB).
Tras ello, el Gobierno de la República Islámica de Irán ha considerado planificar un bloqueo de acceso a Telegram e impuso frecuentes limitaciones al acceso de los usuarios. Durante las protestas del 8 de diciembre de 2017, Telegram estuvo inaccesible por más de una semana y finalmente estuvo disponible nuevamente el 23 de diciembre de 2017. Fue nuevamente bloqueado el 10 de mayo de 2017 por las autoridades judiciales. En la orden judicial de la Fiscalía de Teherán, se dijo que Telegram debe ser bloqueado por los ISP de tal manera que no se pueda lograr incluso con herramientas similares a las VPN.
La doble experiencia del bloqueo de Telegram en Irán muestra que los usuarios iraníes no migraron a servicios alternativos, como el extranjero WhatsApp o el servicio local Soroush, sino que recurrieron a la elusión de la censura en Internet. Actualmente es posible acceder mediante MTProxy, implementado en la propia aplicación.

## Estadísticas
- Según estadísticas del Consejo Supremo para el Ciberespacio y la agencia Isna, los usuarios activos en Irán crecieron de 5 a 13 millones en cinco meses (mayo a septiembre de 2015)[16][17][18] y alcanzando a 20 millones a finales de 2015.[19]
- El portal iraní Republic estima de 28 a 40 millones de usuarios en 2016.[20][21] Intelligencer indica que superaron los 40 millones en 2017.[1]
- Una mención del portal TJournal, hasta mayo de 2016, el canal iraní de comedia @bedandid es el primero en alcanzar el millón de suscriptores.[22]
- El diputado Amir Kharakian señala que existe 580 000 canales en Telegram en el país, con 16 canales con más de 1 millón de suscriptores. Datos de septiembre de 2017.[3]
- Una noticia de enero de 2018 señala a Telegram como medio de promoción a empresas locales.[23] Al-Monitor estima que se crearon 1 millón de puestos de trabajo en 2018.[24]
- Según un estudio realizado en la Universidad de Teherán, las visitas diarias a los canales en Telegram fueron de 2.400 millones (finales de 2017). Dos semanas después del bloqueo, el número alcanzó a los 1.600 millones de visitas.[25]

## Relación con el gobierno

### Uso por el oficialismo
Telegram es usado tanto la oposición como el oficialismo. En 2018, el gobierno consideró volver a usar el servicio.

### Intenciones de espionaje
El 20 de octubre de 2015, Pável Dúrov, director ejecutivo de Telegram LLC (ahora Telegram FZ-LLC) , dijo que después de rechazar la solicitud de revelar información privada sobre los ciudadanos del país a las autoridades iraníes, Telegram fue bloqueado durante horas en Irán, pero luego fue desbloqueado.  Dúrov escribió una carta de respuesta y anunció que "las autoridades iraníes quieren usar Telegram para espiar a sus ciudadanos.  No podemos ayudarles en este sentido".
En 2017 se implementó la infraestructura CDN para agilizar la carga de canales con más de 100 mil suscriptores. Los usuarios podrán descargar información de un servidor, aunque cifrado. Eso generó confusión con las centrales de datos, ya que los CDN estarían al alcance de las autoridades. No obstante, en la sección de preguntas y respuestas en farsi, se planea mejorar el servicio para evitar la censura del gobierno iraní y que sus servidores no se encuentran en ese país.
En diciembre de 2018, el Center for Humans Rights in Iran alertó de que algunas aplicaciones clones como Talaeii y Hotgram contienen código espía. Estas aplicaciones estuvieron disponibles en Cafe Bazaar, una tienda de aplicaciones popular. En abril de 2019, las aplicaciones clones fueron retirados de Google Play.

## Incidentes

Mapa de países en los que Telegram está completamente o parcialmente bloqueado.
Bloqueado completamente
Bloqueado parcialmente (algunas ISPs o tráfico de audio)

### 2015
Siguiendo la política del gobierno iraní de censurar todas las redes sociales y el servicio de mensajería instantánea en Irán, han continuado interrumpiendo el acceso a Telegram. El sábado 19 de mayo de 2015, la compañía de telecomunicaciones de Irán bloqueó el acceso a Telegram en algunas partes de la provincia de Teherán y en otras provincias sin previo aviso.
En noviembre de 2015 los Cuerpos de la Guardia Revolucionaria Islámica lograron arrestar a integrantes de grupos que se burlaban a la autoridad. Durante ese año las autoridades locales lograron acceder cuentas de políticos desde dispositivos móviles, generando malestar de los usuarios. Tras peticiones para una política de transparencia ante el control de cuentas de usuarios, en febrero de 2016 anunciaron que las cuentas comprometidas pueden eliminarse si el dueño las verificó previamente y anunciaron un nuevo mecanismo para evitar cualquier vínculo con el gobierno.

### 2016
Solo un día después de que Telegram introdujera la función de llamada de voz en el mensajero, la funcionalidad de llamada de voz estaba completamente restringida en Irán. Pável Dúrov respondió acerca de los problemas de llamadas de voz en Irán: "Los proveedores de servicios de Internet en Irán lo han vuelto a bloquear".  El bajo costo de las llamadas que utilizan esta función y las pérdidas financieras posteriores incurridas por los operadores de redes de telecomunicaciones, incluida la Compañía de Telecomunicaciones Móviles de Irán, sería el principal motivo del bloqueo, Aunque los relacionistas públicos de MTN Irancell anunciaron que el operador no tomó participación en la interrupción del servicio.

### 2017
En septiembre de 2017, el fiscal de Teherán Abbas Jafari Dowlatabadi anunció una demanda a la compañía de promover terrorismo (por el Estado Islámico) y pornografía. Dúrov respondió que los moderadores están borrando cualquier canal, bot o grupo relacionado con dicha actividad. El fundador estimó unos 1000 suspensiones por día.
Tras las protestas a nivel nacional en Irán entre 2017 y 2018, y para prevenir disturbios, el Consejo Supremo de Seguridad Nacional de Irán decidió cortar todas las redes sociales, incluido Telegram, aunque se dijo que era temporal.  En la noche del 23 de enero de 2018, el bloque fue levantado. Durante el bloqueo en 2017, el presidente Hasán Rohaní acusó a la justicia por "oponer a la democracia".
En diciembre de 2017, durante las protestas, los manifestantes acusaron a Telegram por solicitud del Gobierno por eliminar el canal Amad News, que alcanzó el millón de suscriptores. Horas después, anunciaron que el motivo fue por "incentivar la violencia", regla que aplica en su término de servicio desde 2015; el resto de canales no fueron suspendidos. Tiempo después, los administradores del canal se disculparon por ese incidente. Su autor, Ruhollah Zam, sería responsable tras su arresto en octubre de 2019, meses antes de su ejecución.

### 2018-2020
En marzo de 2018, las autoridades obligaron a los negocios a cesar cualquier actividad comercial en Telegram. A finales de diciembre, la justicia planteó el bloqueo de la futura criptoconcurrencia Gram. Consideran que su uso es "ilegal". En abril de 2018 el ayatolá cerró su propio canal por "motivos de seguridad" y que la aplicación es "un monopolio para el país" por ser única aplicación de mensajería de uso masivo.
En marzo de 2019 ZDNet reveló la filtración del código fuente de herramientas de espionaje hacia Telegram. Algunas pertenecientes a APT34. Especialistas en seguridad confirmaron su autenticidad. En noviembre de 2019 y tras una serie de apones de red en ese mes, el secretario de Estados Unidos Mike Pompeo anunció un bot para recibir denuncias del régimen iraní.
En marzo de 2020 el Departamento de Estado de los Estados Unidos realiza comunicaciones a la población para desmentir información sobre el coronavirus. En diciembre de 2020 dos organizadores de un canal de más del millón de suscriptores, Hoda Amid y Najmeh Vahedi, fueron sentenciadas a más de ocho años de cárcel por conspiración contra el régimen.